# Cistérniga
Cistérniga is een gemeente in de Spaanse provincie Valladolid in de regio Castilië en León met een oppervlakte van 31,77 km². Cistérniga telt 8.895 inwoners (1 januari 2016).

## Demografische ontwikkeling
Bron: INE, 1857-2011: volkstellingen
Opm.: In 1860 werd de gemeente Fuentes de Duero aangehecht